# زاعلو (ملال آيت ولال)
زاعلو هو دُوَّار يقع بجماعة آيت ولال، إقليم زاكورة، جهة درعة تافيلالت في المملكة المغربية. ينتمي الدوّار لمشيخة ملال آيت ولال التي تضم 4 دواوير. يقدر عدد سكانه بـ 466 نسمة حسب الإحصاء الرسمي للسكان والسكنى لسنة 2004.

## روابط خارجية
- البوابة الوطنية للجماعات الترابية نسخة محفوظة 12 مارس 2018 على موقع واي باك مشين.
- المندوبية السامية للتخطيط